# Dittrich (Görlitzer Familie)

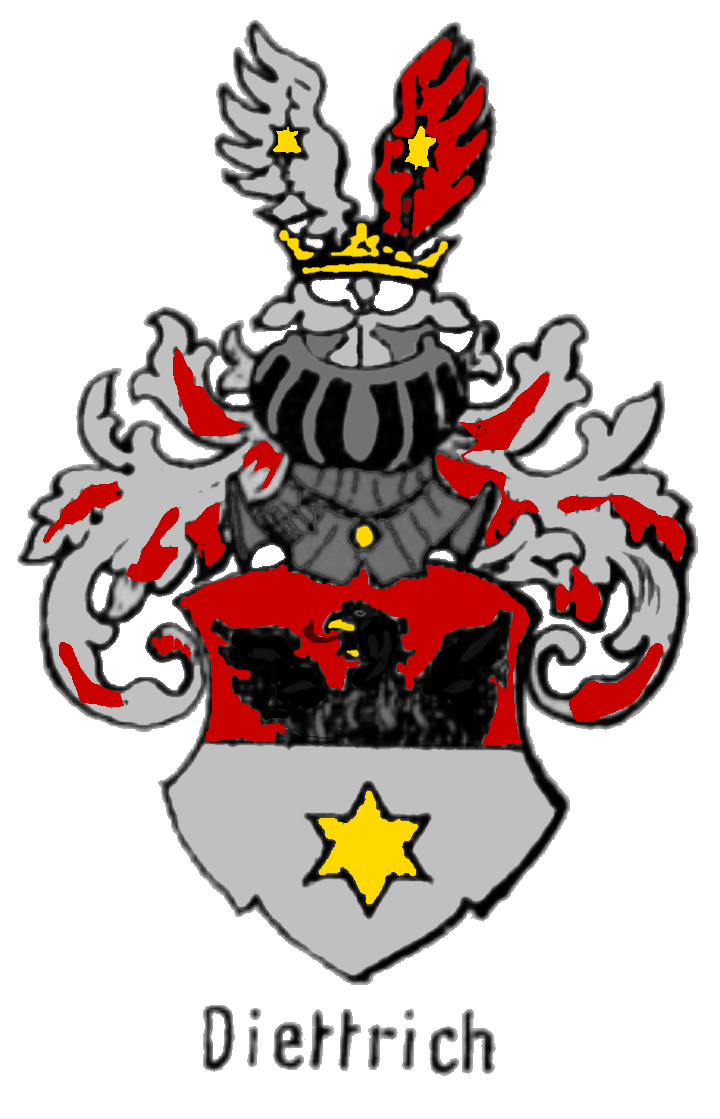
Das im Jahr 1624 verliehene Wappen: schwarz-weiß-Vorlage bei Paul Fritsch gemäß der Tingierung eingefärbt.

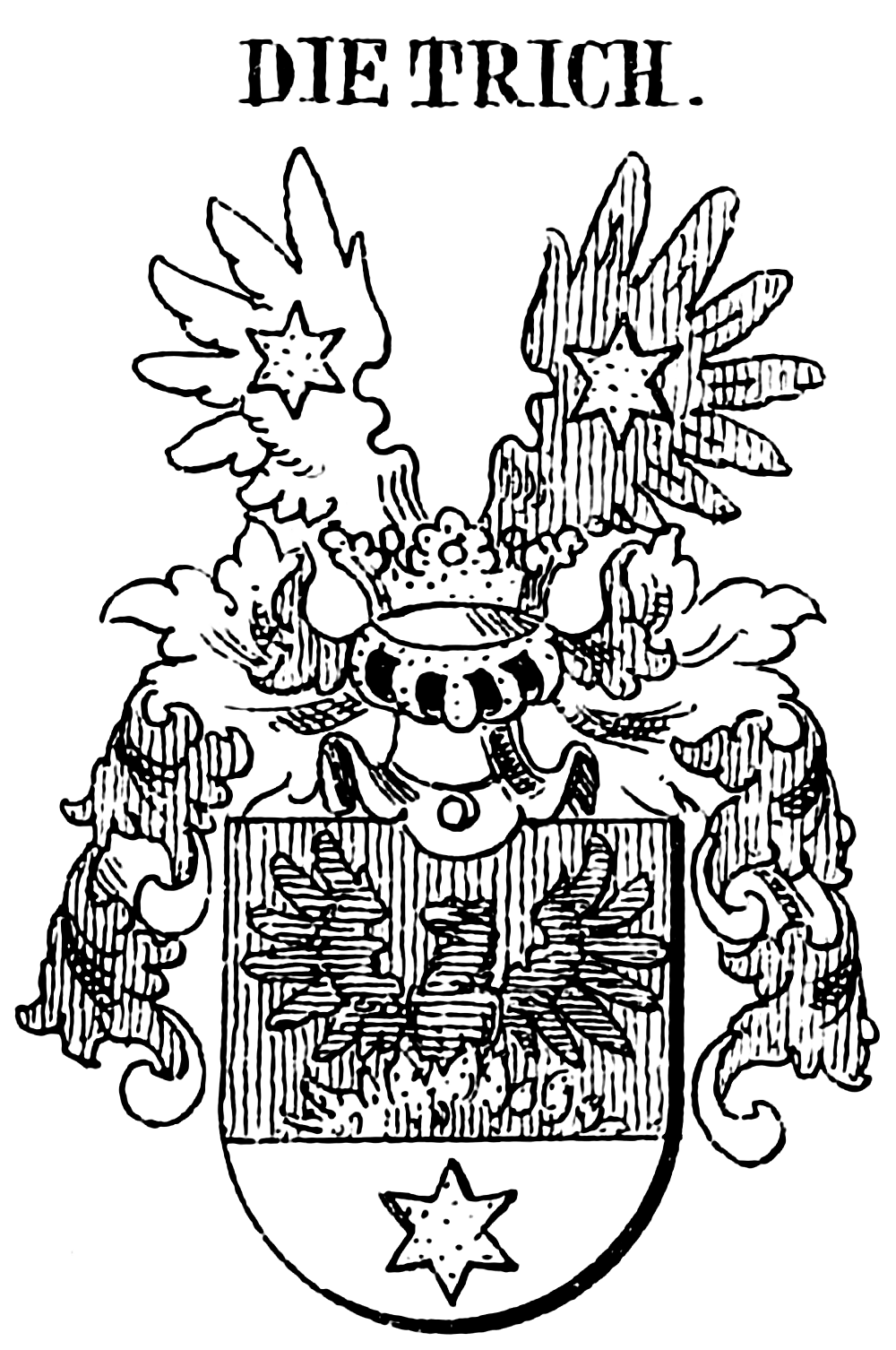
Das Wappen in Siebmachers Wappenbuch

Dittrich, ursprünglich Dietrich, latinisiert Theodorus, hieß oder heißt eine Familie, deren Stammvater der Königshainer Pastor Primarius Balthasar Dietrich ist. Nennenswerte Nachkommen waren ebenfalls Pfarrer und gegen Ende des 17. Jahrhunderts und folgend auch im Görlitzer Rat vertreten, wie beispielsweise der Bürgermeister Elias Dittrich. Das Wappen wurde der Familie im Jahr 1624 vom Hofpfalzgrafen Hans Emmerich verliehen.

## Geschichte
Stammvater Balthasar Dietrich war Mitte des 16. Jahrhunderts, berufen von Joachim Frenzel der erste evangelische Pfarrer in Königshain. Später wurde er auch nach Görlitz berufen. Er hatte 29 Kinder, wovon ihn 20 überlebten. Sie stammten von drei Frauen, deren Namen überliefert sind als (1) Anna, (2) Martha Lang(in) und (3) Katharina Michael(in).
Eines seiner Kinder war Georg Dietrich („Theodorus Georgius“). Er wurde 1616 Gymnasiallehrer in Görlitz und 1617 als Pfarrer nach Friedersdorf versetzt, wo er vom Tauchritzer Pastor Georg Förster des Kalvinismus beschuldigt wurde. Nach einem Tumult verlor er auch das Vertrauen der Kirchengemeinde und ging deswegen nach Himmelstadt (Mark Brandenburg), wo er als Pfarrer starb.
Aus zweiter Ehe Balthasars stammte Elias Dittrich (* 1556 in Königshain; † 10. März 1600). Er studierte in Wittenberg und wurde im Jahr 1575 Pfarrer in Penzig. 1579 heiratete er seine Ehefrau Christiane Lochmann. 1584 wurde er Archidiakon in Görlitz, 1595 der Nachfolger seines Vaters als Pastor Primarius in Görlitz. Elias Dittrich soll von seiner Frau vergiftet worden sein, was der Zittauer Rat als bewiesen ansah. Sie heiratete in Zittau noch ein zweites Mal Wenzel Eisersdorf und wurde im Jahr 1603 hingerichtet.
Von Elias Dittrich Erben ist zumindest sein gleichnamiger Sohn Elias († 1642) erwähnt. Auch er wurde Pastor Primarius in Görlitz. Ihm verlieh Hans Emmerich im Februar 1624 das oben gezeigte Wappen. Seine Ehefrauen hießen (1) Dorothea Wanne und (2) Martha Schmied(in), verwitwete Glich. Letztere war wohl eine geborene Berger und die Witwe des am 15. Oktober 1624 verstorbenen Görlitzer Bürgermeisters Johannes Glich des Jüngeren.
Joachim Dietrich (* 1579; † 4. Juli 1617), ein Enkel Balthasars, war Gerichtsadvokat.
Des letzteren Elias’ (II.) Sohn Elias Dittrich (III.) entstammte aus der zweiten Ehe mit Dorothea Wanne. Er wurde in Görlitz mehrfach Bürgermeister und hatte einige stadtverwaltungstechnische Aufgaben.
Elias hatte einen Bruder Balthasar (* 13. März 1612 in Alt Warthau; † 1676). Vom 30. November 1652 bis ins Jahr 1669 arbeitete sich dieser vom untersten Diakon zum ersten hoch. Er war seit 16. Mai 1639 verheiratet mit Rektorentochter Sophia Moller/Müller(in) und in zweiter Ehe seit dem 28. August 1651 mit Pfarrerstochter Helma Kürsten.
Balthasars Sohn, der nach Abgleich der Quellen auch Balthasar (1658–1729) hieß und Dr. Med. und 1725 Görlitzer Bürgermeister geworden sein soll, fehlt im Verzeichnis der Görlitzer Bürgermeister. Er war verheiratet mit Marie Elisabeth Lichtner(in). Als seine Kinder sind Gottlob Balthasar, Christian Gottlieb und „Joh. Gottfried“ überliefert.
Gottlob Balthasar wurde Doktor beider Rechte („J.U.D.“, iuris utriusque doctor) Als seine Ehefrau ist Christiane, geborene Schön(in), verwitwete Schäfer(in) überliefert.
Christian Gottlieb war auch Jurist („J.U.C.“) und heiratete Helene Sabine Möller von Möllerstein. Als seine Kinder sind zumindest Karl Adolph und „Christ. Balthasar, Kön. Pr. Capitain“ überliefert.
Joh. Gottfried heiratete Dorothee Magdal. Trautner(in). Ihr gemeinsamer Sohn Sam. August wurde Unterstadtschreiber in Görlitz.
Karl Adolph war um 1774 wie einige seiner Vorfahren Dr. Med und Senator. Er hairatete (1) Charlotte Margar. Straphin(in) und (2) Margar. Carolina Straphinin. Aus zweiter Ehe wurde eine Tochter Caroline Christiane (* 9. März 1770; † 14. Juli 1774) geboren, woran auch ein Epitaph erinnert.
Christian Balthasar Dittrich, wurde am 27. Oktober 1766 in den preußischen Adelstand erhoben.

## Wappen
Blasonierung (1766): Roter Schild mit silbernem Fuß, darin ein goldener Stern. Im Schild aus von der Teilung aufgehenden Flammen ein wachsender blauer Adler. Auf dem Helm mit rot–silbernen Helmdecken ein rechts silberner, links roter offener Flug, belegt mit dem goldenen Stern.